# Pseudergolis
Genre
Pseudergolis est un genre de papillons de la famille des Nymphalidae et de la sous-famille des Cyrestinae.

## Dénomination
Le genre Pseudergolis a été décrit par Cajetan Freiherr von Felder et Rudolf Felder en 1887.
Ils se nomment Tabby en anglais.

## Caractéristiques communes
Leur aire de répartition est située en Australasie.

## Liste des espèces
- Pseudergolis avesta C. & R. Felder, [1867]
- Pseudergolis wedah (Kollar, 1848)

### Source
- « Pseudergolis », sur funet.fi (consulté le 16 juillet 2012)